# Pierre-Daniel Martin-Maillefer
Pour les articles homonymes, voir Maillefer.
Pierre-Daniel Martin-Maillefer dit Maillefer, né à Nancy le 26 août 1798 et décédé à Hyères le 18 février 1877, est un journaliste et diplomate français.

## Un opposant à la Restauration
Issu d’une famille aux attaches rémoises, ce journaliste engagé de sensibilité républicaine a participé aux luttes politiques, littéraires et religieuses de la Restauration puis de la Monarchie de Juillet. Proscrit politique accusé d'avoir participé à la conspiration de Lyon, il se réfugie à Londres en 1824, puis en Amérique latine où le rencontre le commandant Persat en 1825. L'exilé ramène d'Outre-Atlantique la matière d'un intéressant récit de voyage rédigé à la manière de Lord Byron et publié sous un titre baroque : Les Fiancés de Caracas, poème éclectique en deux chants, suivi de notes ou considérations politiques et morales sur plusieurs États du Nouveau Monde (Paris : Delaforest, 1829, IV-155 p.). Il y livre un témoignage personnel sur la Grande Colombie et sur l'illustre libérateur Simón Bolívar, que le voyageur a fréquenté personnellement durant son séjour. La valeur historique de ces souvenirs a justifié leur traduction en langue espagnole : Novios de Caracas, poema eclectico en dos cantos, seguido de notas o consideraciones politicas y morales sobre algunos estados del nuevo mundo (Caracas, Ediciones de la Republica de Venezuela : 1954).

## Un pilier de la presse de gauche
En juillet 1830, alors rédacteur au Courrier français, il signe la protestation des journalistes contre les ordonnances de Charles X. Combattant des Trois Glorieuses, Maillefer reçoit la décoration de Juillet. Ami de La Fayette et de Lamartine, il écrit dans les journaux de gauche et devient également le correspondant politique parisien du titre britannique Examiner auquel il collabore d'août 1830 à septembre 1831. À cette date, il prend la direction du journal Le Libéral du Nord à Douai. Il devient ensuite en 1833 rédacteur en chef du Peuple Souverain de Marseille, dont il fait le principal titre républicain du Sud de la France, mais la feuille est suspendue après les troubles d'avril 1834. Maillefer est l'un des témoins de son ami Armand Carrel lors de son duel fatal contre Émile de Girardin en 1836, et est l'un des trois orateurs de la presse républicaine qui prononcent un discours lors des funérailles de l'infortuné à Saint-Mandé. Après avoir codirigé le Bon Sens avec Louis Blanc en 1836, il atteint l'apogée de sa carrière de presse en travaillant jusqu'à la fin de la Monarchie de Juillet comme rédacteur au journal radical Le National qu'avait dirigé Carrel.

## Un adversaire républicain du régime de Juillet
Martin-Maillefer reste engagé dans les combats de la cause républicaine au début de la Monarchie de Juillet, bien que celle-ci ait tenté de le rallier à son régime en le nommant en 1831 membre de la Commission des récompenses nationales. Pourtant, la même année, Maillefer est l'émissaire à Marseille de la société secrète républicaine Aide toi auprès de Mazzini et du mouvement patriotique et révolutionnaire italien Giovine Italia. En 1833, il est l'un des dix-neuf délégués départementaux qui animent le Comité national d'action en faveur de la liberté de la presse. Il y représente les comités  des départements du Nord, du Pas-de-Calais et de la Somme.  Au sein de cette instance, il fraye avec les ténors de la mouvance républicaine légaliste : Étienne Arago, Godefroi Cavaignac et Voyer d'Argenson. Il est impliqué par la police, avec plusieurs de ses collègues du Comité national d'action, dans le prétendu complot qui serait responsable des troubles d'avril 1834. Incarcéré, il fait finalement partie des 121 prévenus déférés devant la Chambre des pairs pour le procès politique monstre qui examine cette accusation. Lors de sa comparution personnelle en décembre 1835, les débats établissent sa modération et son légalisme. Redevenu ensuite un pur intellectuel de plume, il écrit une brochure sur les Élections de 1842 (1842).

## Une honorable carrière dans la diplomatie
Martin-Maillefer s'intéresse aussi aux questions internationales, et publie un essai intitulé De la Politique extérieure et du système fédératif de la France, coup d'œil sur la situation politique, morale, économique et l'avenir des États-Unis d'Amérique (Paris, 1845, XXIV-361 p). L'avènement de la République en 1848 lui permet finalement d'intégrer la carrière diplomatique. Il représente la France comme consul à Barcelone puis comme consul général à Palerme, qu'il quitte en 1854 pour occuper le poste de consul général de France et chargé d'affaires à Montevideo. Il y est encore en poste en 1870. Maillefer y est le supérieur hiérarchique de l'employé de chancellerie François Ducasse, père de Lautréamont. Il parvint au rang de Commandeur de la Légion d'honneur dans le cadre de sa deuxième vie de diplomate.